# Sokalova potegavščina
Leta 1996 je Alan Sokal, profesor fizike na univerzi v New Yorku, predložil članek postmoderni kulturni reviji Social Text, da bi testiral intelektualno strogost revije in ugotovil, ali bi ena vodilnih revij na področju kulture v svoji širši regiji objavila članek, ki temelji na nesmislu in hvali ideologijo založnika.
Članek z naslovom Prekoračitev meja: na poti k transformativni hermenevtiki kvantne gravitacije, je bil izdan leta 1996 v reviji pod rubriko "Vojne znanosti". Članek je trdil, da je kvantna gravitacija socialni in lingvistični konstrukt. Za časa tega članka revija ni imela nikakršnih pregledovanj pred objavami člankov, prav tako tudi niso članka dali na vpogled kakemu fiziku, ki bi zadevo lahko preveril. Maja 1996, na dan objave članka, je v drugi reviji, Lingua Franca, Sokal objasnil, da je to potegavščina, da je v članek nametal največje nesmisle na področju fizike in matematike.
V javnosti se sproži dvom - ali je bil Sokal kriv, da je objavil tako nesmiseln članek in s tem povzročil ugibanja, ali pa je revija Social Text tista, ki bi morala v pregled poslati članke pred objavo in kaj takega na ta način preprečiti.

## Ozadje
V intervjuju All Things Considered, Sokal pravi, da je bil za potegavščino navdahnjen po branju Higher Superstition (1994), Paula R. Grossa in Normana Levitta, ki sta v svoji knjigi zapisala, da je filozofske smeri univerz zajel anti-intelektualni trend, kar je povzročilo popularni postmodernistični dekonstruktcionizem.  
V knjigi pišeta tudi, da se je okoli 1990 oblikovala skupina akademikov (avtorja sta jih poimenovala "Kolektivna levica", ki so jim dominirali profesorji in so bazirali na rasizmu, seksizmu in ostalih predsodkih. Tudi znanost se je vključila med njihove teme, ter tako tudi izzvala "vojne znanosti", ki so se spraševale o objektivnosti znanosti. Akademski dnevniki so objavljali članke avtorjev, ki naj po mnenju znanstvenikov, niso imeli nikakršnega znanja na področju znanosti.
Po analizi esejev akademske levice, so znanstveniki podali trditve, da gre za serijo nesmislov o naravi in znanosti. Avtorja sta navedla, da je za objavo članka v neki akademski reviji potrebno malo: prikazovanje prepričanj levice ter citati poznanih avtorjev levice.
Higher Superstition je hotel sprožiti kritično in subjektivno razmišljanje. Knjiga je med drugim kritizirala rubriko "Vojne znanosti", ki naj bi bila sestavljena zgolj iz nepravih znanstvenikov, ki so podajali izjave o dvomljivosti znanstvene objektivnosti.

## Članek
Po objavi potegavščine je avtor povedal:
"Rezultati mojega eksperimenta so pokazali,  da so nekateri spektri ameriške akademske levice intelektualno leni. Uredniki revije so odobravali moj članek, ker so jim bile všeč zaključne misli, kor na primer:"...vsebina in metodologija postmoderne znanosti močno intelektualno podpirata politične projekte." Očitno se jim ni zdelo potrebno analizirati kvalitete podatkov, kot tudi ne relevantnost argumentov v nasprotju z zaključno trditvijo." 
Vsebina članka
"Prekoračitev meja: na poti k transformativni hermenevtiki kvantne gravitacije" trdi, da ima kvantna gravitacija progresivne politične implikacije ter da bi bilo lahko morfogenetsko polje pomembna teorija kvantne gravitacije (morfogenetsko polje je koncept Ruperta Sheldraka, da je Sokal posledično označen kot "bizarna nova ideja". Sokal je zapisal, da je "zunanji svet, katerega lastnosti so neodvisne od katerega koli posameznega človeškega bitja" bil "dogma, ki jo nalaga dolga post-razsvetljenska hegemonija nad zahodnim intelektualnim razgledom.
Avtorjeve opombe enačijo akademsko terminologijo s socialnopolitično retoriko:
"Tako kot so liberalne feministke zadovolje z minimalno enakostjo za ćenske, so liberalni (še bolj pa socialistični) matematiki pogosto zadovoljni z delom znotraj hegemoničnega Zermelo–Fraenkel okvirja (ki že vključuje aksiom enakosti, dopolnjenega zgolj z aksiomom izbire."
Kritike
V letu 1996 revij Social Text ni imela nobenih kritičnih pregledov besedil, saj so založniki menili, da bo odprta politika objav stimulirala bolj originalne in manj konvencionalne raziskave.